# Biblioteka Polskiej Piosenki – Ośrodek Kultury
Ośrodek Kultury – Biblioteka Polskiej Piosenki – miejska jednostka kultury działająca w Krakowie. Prowadzi wielokierunkową działalność w zakresie upowszechniania kultury, a jego głównym celem jest popularyzacja, gromadzenie i dokumentowanie zapisów polskiej piosenki, a także udostępnianie zgromadzonych zbiorów. Siedzibą instytucji jest jeden z zabytkowych budynków dawnej zajezdni tramwajowej przy ul. św. Wawrzyńca 15. Obecnie jest to teren Muzeum Inżynierii Miejskiej w Krakowie. 

## Geneza
W 2002 r. Waldemar Domański – pasjonat, miłośnik oraz kolekcjoner polskich piosenek – rozpoczął prowadzenie w rozgłośni Polskiego Radia Kraków autorskiej audycji pn. Biblioteka Polskiej Piosenki. Konfrontacje ze słuchaczami oraz artystami szybko potwierdzały potrzebę utworzenia instytucji, która zaopiekowałaby się polską twórczością pieśniarską. Działania zmierzające do realizacji tego projektu pokryły się ze zbliżającym się Świętem Niepodległości. Domański z poznanym właśnie Kazimierzem Madejem (dyrektorem kabaretu Loch Camelot) postanowili przekonać władze grodu Kraka, że w polskich piosenkach jest wielka siła, i zorganizowali pierwszą Lekcję Śpiewania.
Koncert Radosna Niepodległości, który odbył się 10 listopada 2002 r., stanowił manifest przeciwko smutnym świętom narodowym, którego hasło brzmiało: Patriotyzm nie musi być cierpieniem. Oto jak wspomina przeddzień 1. Lekcji Śpiewania Waldemar Domański:
Zbliżał się akurat 11 listopada, a ja poznałem Kazimierza Madeja. Udało mi się go namówić na zorganizowanie koncertu pod nazwą Lekcja Śpiewania. Na swoim własnym prześcieradle wysmarowaliśmy napis „Patriotyzm nie musi być cierpieniem” i w ten sposób 10 listopada 2002 roku na Rynku Krakowskim Kazimierz Madej walił w bęben, a ja rozdawałem ulotki i darłem się przez megafon, że trzeba zmienić święta państwowe w Polsce, bo są strasznie smutne. Protestuję przeciwko takiemu stanowi rzeczy! – krzyczałem.
W ten sposób spontanicznie zrodziła się formuła koncertu, w której uczestnicy stali się jednocześnie głównymi wykonawcami. Tego wieczora rozdano kilkaset bezpłatnych śpiewników, co stało się tradycją Lekcji.
Lekcje Śpiewania zaczęły gromadzić coraz większą liczbę osób, które w rodzinnej atmosferze i przy wspólnym muzykowaniu świętowały obchody ważnych dla Polski wydarzeń historycznych. Powstanie Ośrodka Kultury – Biblioteka Polskiej Piosenki jest wynikiem oddolnej inicjatywy społecznej uczestników Lekcji Śpiewania. Niepostrzeżenie koncerty te stały się „ambasadorem” powołania do życia instytucji pn. Biblioteki Polskiej Piosenki – nazwa ta istniała w świadomości społecznej dzięki autorskiej audycji w Radio Kraków pod tym samym tytułem.
Po pięciu latach starań, z dniem 1 stycznia 2007 r. powołany został do życia Ośrodek Kultury – Biblioteka Polskiej Piosenki, na mocy podjętej przez Radę Miasta Krakowa uchwały projektu Prezydenta Miasta prof. Jacka Majchrowskiego w dniu 25 października 2006 r. Waldemar Domański został mianowany dyrektorem powstałej instytucji. W jej statucie zawarte zostały następujące cele i zadania:
- wielokierunkowa działalność w zakresie upowszechniania kultury;

- popularyzacja, gromadzenie, dokumentowanie zapisów polskiej piosenki oraz udostępnianie zgromadzonych materiałów;

- promowanie polskiej piosenki w kraju i zagranicą;

- edukacja historyczna i propagowanie wartości patriotycznych wśród dzieci i młodzieży za pomocą rodzimych pieśni historycznych;

- dokumentowanie wydarzeń dotyczących polskiej piosenki w postaci zapisu audiowizualnego, fonograficznego, nutowego, elektronicznego oraz publikacji.

## Projekty i działalność kulturalna
Wśród najważniejszych projektów, które zrealizowano lub które znajdują się w trakcie realizacji z inicjatywy Ośrodka Kultury – Biblioteki Polskiej Piosenki należy wymienić:
- organizację koncertów Lekcja Śpiewania powiązanych z ważnymi świętami narodowymi;

- zainicjowanie oraz stworzenie we współpracy z podmiotami zewnętrznymi autorskiego systemu informatycznego Athena, który służy do opracowania formalno-merytorycznego oraz prezentacji rekordów m.in. piosenek, osób, zespołów, fonogramów i publikacji w Cyfrowej Bibliotece Polskiej Piosenki;

- wydanie płyt: Kolędy, Radosna Niepodległości, Usłysz ojców śpiew, Płyta Legionowa, Wyśpiewaj Kraków, Droga Niepodległości – w nagraniach udział wzięli artyści kabaretu Loch Camelot;

- prowadzenie działalności edukacyjnej za sprawą akcji Rozśpiewana Szkoła szkoleń oraz prelekcji przygotowanych specjalnie z myślą o uczniach;

- zgromadzenie oraz ewidencja biblioteczna materiałów związanych z polską piosenką, wśród nich znajdują się: kolekcje płyt ebonitowych, winylowych, fonogramy, pocztówki dźwiękowe, plakaty, publikacje i inne;

- retrokonwersję zbiorów za pomocą programu Libra2000 oraz udostępnienie katalogu on-line na stronie internetowej;

- przeprowadzenie akcji Szanujmy wspomnienia... nie wszystko do kosza realizowanej obecnie w partnerstwie z Biblioteką Jagiellońską oraz Instytutem Muzykologii Uniwersytetu Jagiellońskiego;

- powołanie do życia Towarzystwa Śpiewaczego, które skupia pasjonatów piosenek;

- ogłoszenie pomysłu powołania Osiedla Piosenka, który spotkał się z pozytywną reakcją radnych oraz mieszkańców Krakowa;

- opracowanie Śpiewnika Polaka, który jest zamieszczony na stronie WWW Ośrodka w wersji elektronicznej do bezpłatnego pobrania;

- rozpoczęcie prac nad projektem opracowania bazy festiwali związanych z polską piosenką;

## Kalendarium
2002 r. – pierwsza audycja w Radio Kraków pt. Biblioteka Polskiej Piosenki
11.11. 2002 r. – 1. Lekcja Śpiewania w ramach koncertu Radosna Niepodległości
22.12.2002 r. – 2. Lekcja Śpiewania
14.02.2003 r. – 3. Lekcja Śpiewania
3.05.2003 r. – 4. Lekcja Śpiewania 
11.11.2003 r. – 5. Lekcja Śpiewania
21.12.2003 r. – 6. Lekcja Śpiewania
14.02.2004 r. – 7. Lekcja Śpiewania
3.05.2004 r. – 8. Lekcja Śpiewania
6.06.2004 r. – 9. Lekcja Śpiewania
5.08.2004 r. – 10. Lekcja Śpiewania
11.11.2004 r. – 11. Lekcja Śpiewania
19.12.2004 r. – 12. Lekcja Śpiewania
14.02.2005 r. – 13. Lekcja Śpiewania
2005 r. – Waldemar Domański otrzymuje pomieszczenia na terenie Muzeum Inżynierii Miejskiej w Krakowie na realizację pomysłu
3.05.2005 r. – 14. Lekcja Śpiewania
4.06.2005 r. – 15. Lekcja Śpiewania
5.08.2005 r. – 16. Lekcja Śpiewania
11.11.2005 r. – 17. Lekcja Śpiewania
18.12.2005 r. – 18. Lekcja Śpiewania
30.04.2006 r. – 19 i ½ Lekcja Śpiewania
3.05.2006 r. – 20. Lekcja Śpiewania
5.08.2006 r. – 21. Lekcja Śpiewania
25.10.2006 r. – powołanie Ośrodka Kultury – Biblioteki Polskiej Piosenki na mocy podjętej przez Radę Miasta Krakowa uchwały projektu Prezydenta Miasta prof. Jacka Majchrowskiego
11.11.2006 r. – 22. Lekcja Śpiewania
17.12.2006 r. – 23. Lekcja Śpiewania
1.01.2007 r. – uchwała z dnia 25.10.2006 r. wchodzi w życie
1.05.2007 r. – 23. i ¾ Lekcja Śpiewania
3.05.2007 r. – 24. Lekcja Śpiewania
10.06.2007 r. – 25. Lekcja Śpiewania
5.08.2007 r. – 26. Lekcja Śpiewania
11.11.2007 r. – 27. Lekcja Śpiewania
16.12.2007 r. – 28. Lekcja Śpiewania
styczeń 2008 r. – rozpoczęcie projektu Rozśpiewana Szkoła w Szkole Podstawowej nr 82 im. św. Jadwigi Królowej Polski w Krakowie
marzec 2008 r. – rozpoczęcie I edycji akcji Szanujmy Wspomnienia... nie wszystko do kosza
1.05.2008 r. – 28 i 7/8 Lekcja Śpiewania
3.05.2008 r. – 29. Lekcja Śpiewania
16 i 17.05.2008 r. – Lekcja Śpiewania Piątej Nocy
5.08.2008 r. – 30. Lekcja Śpiewania
21.09.2008 r. – nagranie płyty Droga Niepodległości w studio S-5 w Radio Kraków
11.11.2008 r. – 31. Lekcja Śpiewania
23.11.2008 r. – pierwsze spotkanie Towarzystwa Śpiewaczego
14.12.2008 r. – drugie spotkanie Towarzystwa Śpiewaczego
21.12.2008 r. – trzydziesta druga Lekcja Śpiewania
18.01.2009 r. – trzecie spotkanie Towarzystwa Śpiewaczego
15.02.2009 r. – czwarte spotkanie Towarzystwa Śpiewaczego
14.03.2009 r. – piąte spotkanie Towarzystwa Śpiewaczego